# 베덴스빌역
베덴스빌역(Wädenswil)은 스위스 취리히주에 있는 베덴스빌 지자체에 있는 취리히 호수 유역 근처에 위치한 기차역이다. 취리히호 좌안선에 위치해 있으며, 쥐토스트반의 베덴스빌에서 아인지델른 노선으로 연결되는 교차점이다.
역은 베른과 쿠어 사이의 장거리 인터레기오 서비스를 통해 호수선에서 제공된다. 또한 취리히 S-반 서비스 S2, S8 및 S25가 호수선에 있으며 베덴스빌에서 아인지델른까지 가는 S13의 종점이다.